# Eleição municipal de Caieiras em 2020
A eleição municipal de Caieiras em 2020 foi realizada para eleger um prefeito, um vice-prefeito e 10 vereadores no município de Caieiras, no estado brasileiro de São Paulo. Foram eleitos Gilmar Lagoinha (MDB) e Cleber Furlan (PSDB) para os cargos de prefeito(a) e vice-prefeito(a), respectivamente.
Seguindo a Constituição, os candidatos são eleitos para um mandato de quatro anos a se iniciar em 1º de janeiro de 2021. A decisão para os cargos da administração municipal, segundo o Tribunal Superior Eleitoral, contou com 45 111 votos válido e 7 483 votos brancos e nulos, contabilizando 14.23% dos votos totais neste turno.

## Resultados

### Eleição municipal de Caieiras em 2020 para Prefeito
A eleição para prefeito contou com 4 candidatos em 2020: Gilmar Lagoinha (MDB), Gerson Romero PSD), Jose Franco (PT), Juarez Dias (PSL), que obtiveram, respectivamente, 22 616, 18 478, 2 507, 1 510 votos.